# Совлич Роман Йосипович
Рома́н Йо́сипович Со́влич (5 листопада 1993 — 9 лютого 2015) — солдат Збройних сил України.

## Життєвий шлях
У часі війни — солдат 128-ї гірсько-піхотної бригади, механік-водій.
9 лютого 2015 року вояки їхали на вантажівці ЗІЛ і УАЗі від міста Артемівськ до Дебальцевого та потрапили під обстріл поблизу села Логвинове — у верхній частині «дебальцівського виступу». Дещо пізніше автівки було знайдено, а про військовиків не було відомостей. Тоді ж у ЗІЛі загинули майор Олексій Гуртов, старший лейтенант Василь Білак, сержант Роман Чорнобай, в УАЗі — полковники Ігор Павлов та Сергій Циганок, підполковник Артур Музика, майор Святослав Василенко, молодший сержант Антон Макаренко.
На початку березня тіло Романа було ідентифіковане серед загиблих.
5 березня 2015-го похований у Фанчикові, в останню дорогу проводжали усім селом.
Без сина лишились батьки, брати і сестри.

## Нагороди та вшанування
- Указом Президента України № 270/2015 від 15 травня 2015 року — орденом «За мужність» III ступеня (посмертно)[1]